# بلوبوی (مجله)
بلوبوی (انگلیسی: Blueboy) مجلهٔ پورنوگرافی آمریکایی برای مردان همجنسگرا بود. این مجله دارای عکس‌های مردان عریان از کشورهای مختلف بود. بلوبوی از سال ۱۹۷۴ تا ۲۰۰۷ چاپ می‌شد.